# Alenia
Alenia este un gen de fluturi din familia Hesperiidae. 

## Specii
- Alenia namaqua Vári, 1974
- Alenia sandaster (Trimen, 1868)